# Bus à haut niveau de service de l'agglomération du Pays Basque
Tram'Bus
Pour les articles homonymes, voir Trambus.
Pour un article plus général, voir Txik Txak.
Le bus à haut niveau de service de l'agglomération du Pays Basque, plus communément appelé Tram'Bus, est un réseau de bus à haut niveau de service (BHNS), mis en place à partir de 2019, faisant partie du réseau de transports en commun de l'agglomération du Pays Basque, et plus précisément du réseau Txik Txak.
Il comporte actuellement deux lignes : la ligne T1, qui relie les Hauts de Bayonne, à la Mairie de Biarritz – Louis Barthou ; ainsi que la ligne T2, qui relie les stations Garròs à Tarnos et Marrac à Bayonne.

## Conception
D'après la communauté d'agglomération du Pays Basque, le Tram'Bus est un « véhicule nouvelle génération cumulant les avantages du tramway (rapidité, ponctualité, régularité, accessibilité, confort), tout en conservant la souplesse des véhicules classiques thermiques ou hybrides (coûts d’infrastructure moindre, entrée en vigueur rapide, souplesse d’exploitation) ». En plus, le réseau est exploité avec des véhicules complètement électriques, propulsés par des batteries. À chaque terminus des différentes lignes, un pantographe permet d'effectuer la recharge de celles-ci dans une période de temps comprise entre les 3 et les 5 minutes. En conséquence, il ne dévient pas nécessaire d'installer une infrastructure de câbles comme pour les trolleybus.
C'est l'entreprise basque Irizar qui fabrique les différents véhicules employés: ie.tram. Ce sont des autobus de 18 mètres de long avec une capacité de 155 places et l'apparence d'un tramway. Ils sont équipés d'écrans TFT, tout comme dans les tramways, qui offre des informations en temps réel, qui se trouvent aussi sur les quais.
La billetterie du réseau est aussi différente de celle des autres réseaux de la marque-ombrelle de la communauté du Pays Basque, Txik Txak. Elle se base sur un système sans contact, où les tickets et les cartes sont rechargeables et interopérables. L'idée est de pouvoir payer avec la même carte au niveau régional, départamental et local. Les titres sont distribués non pas à bord des véhicules mais sur les quais, grâce à des distributeurs automatiques.

## Histoire
Le réseau fut inauguré avec la première ligne, la ligne T1, le 2 septembre 2019 entre les stations de Hauts de Bayonne et Mairie de Biarritz. La ligne T2 est inaugurée le 26 avril 2021,. En 2023, les deux lignes ont transporté 3,6 millions de passagers.

## Lignes et fréquentation
| Ligne | Parcours                              | Mise en service | Longueur en km | Nombre de stations | Fréquence (HP - HC) | Fréquentation septembre 2021 | Dernière extension | Matériel roulant |
| ----- | ------------------------------------- | --------------- | -------------- | ------------------ | ------------------- | ---------------------------- | ------------------ | ---------------- |
| T1    | Hauts de Bayonne ↔ Mairie de Biarritz | 2019            | 12,0 km        | 31                 | 15 min - 30 min     | 217000                       | -                  | ie.tram          |
| T2    | Garros ↔ Technocité                   | 2021            | 13,3 km        | 31                 | 15 min - 30 min     | 77000                        | 3 septembre 2024   | ie.tram          |